# Lubcz Mały (przystanek kolejowy)
Lubcz Mały – nieczynny przystanek kolejowy w Lubczu Małym, w powiecie czarnkowsko-trzcianeckim, w województwie wielkopolskim.